# 133 f.Kr.

## Händelser

### Efter plats

#### Romerska republiken
- Scipio Aemilianus besegrar numantierna och erövrar Numantien, vilket avslutar det numantiska kriget.
- Tiberius Sempronius Gracchus försöker genomdriva en ny lag, som omdistribuerar allmän mark, för att gynna småjordägare. Då han för detta får diverse fiender bland rikets mer välbeställda familjer i senaten dödas han av en grupp senatorer.
- Attalos III överlämnar genom testamente Pergamon till Rom för att förhindra inbördeskrig. Pergamon blir provinsen Asia.

## Externa länkar

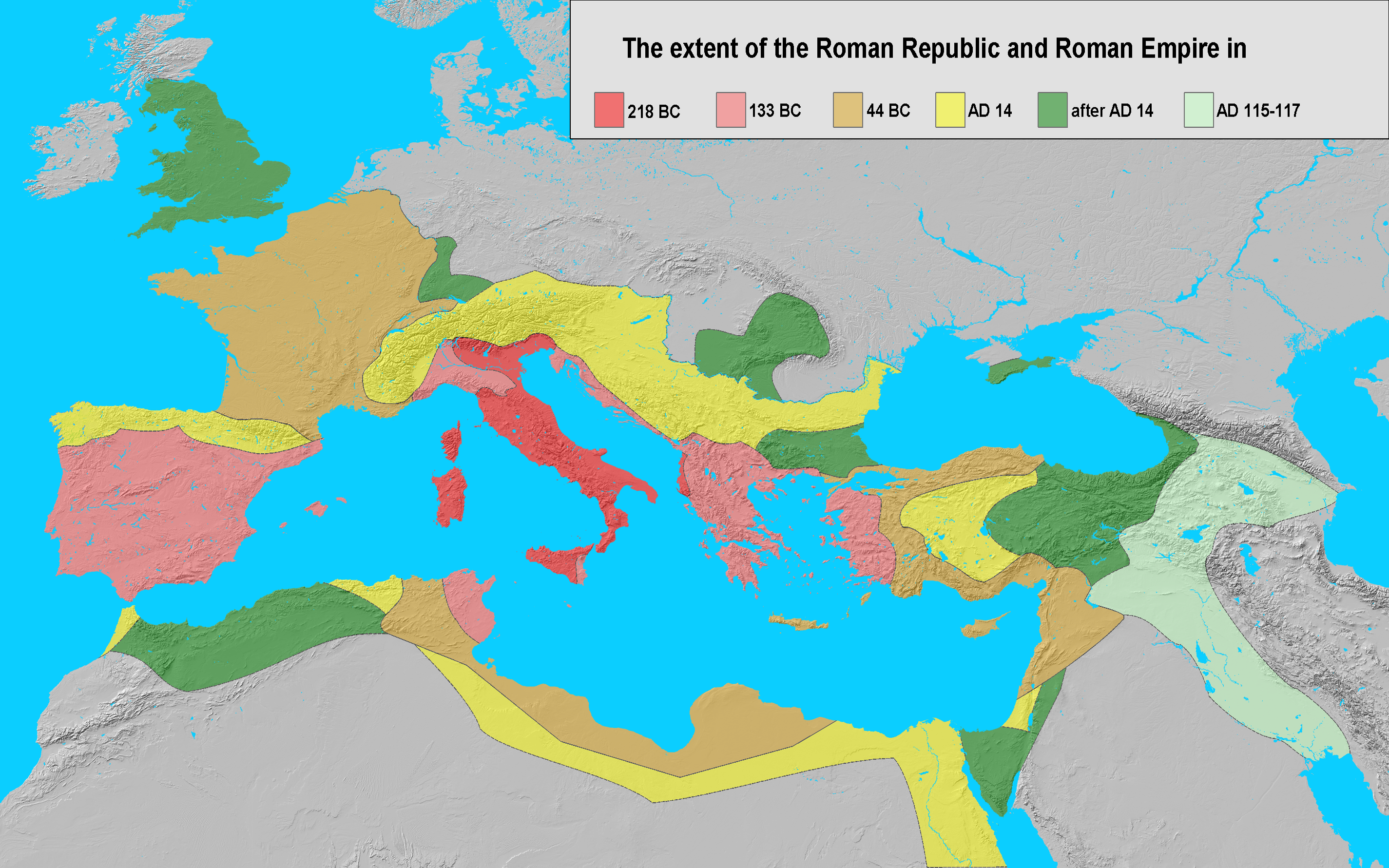
Romerska riket 133 f.Kr. (i mörk- och ljusrött).

## Avlidna
- Attalos III, kung av Pergamon
- Tiberius Sempronius Gracchus, romersk tribun (mördad)